# ATP 월드 투어 마스터스 1000
ATP 월드 투어 마스터스 1000(ATP World Tour Masters 1000)은 프로 테니스 협회 (ATP) 투어에 속하는 9개의 남자 테니스 대회를 지칭하는 공식 명칭이다. 매년 유럽과 북미 지역에서 열리며, 최상위 랭킹 선수들은 의무적으로 참가해야 한다. 이 대회들은 남자 테니스 대회 중 그랜드 슬램 대회와 ATP 월드 투어 파이널 다음으로 권위가 높은 대회이다.
이 일련의 대회들은 1990년 ATP 투어의 출범과 함께 시작되었다. 그 명칭은 계속하여 변화하였는데, 처음에는 "챔피언십 시리즈, 싱글 위크 (Championship Series, Single Week)"였다가 1996년부터 1999년까지는 "메르세데스 벤츠 수퍼 나인 (Mercedes-Benz Super 9)"으로 불렸다. 2000년에는 명칭이 "테니스 마스터스 시리즈 (Tennis Masters Series, TMS)"로 바뀌었으며, 2004년에는 다시 "ATP 마스터스 시리즈 (ATP Masters Series)"로 변경되었다. 현재의 명칭은 2009년부터 쓰이기 시작하였다.
ATP 마스터스 1000 대회들은 다른 일반 대회들에 비하여 더 높은 랭킹 포인트를 갖고 있다. 2007년까지는 이 대회들의 결승은 5세트 경기로 진행되었으나, 이후부터는 결승전도 3세트 경기로 진행되고 있다.
1990년 이래 단식에서는 노박 조코비치가 40개의 타이틀을 획득하여 가장 많은 타이틀을 갖고 있다. 복식에서는 브라이언 형제가 38개의 타이틀을 획득하여 팀으로서도 개인으로서도 가장 많은 타이틀을 보유중이며, 그 다음 개인최다기록 보유자는 다니엘 네스터로 28개의 복식 타이틀을 획득하였다. 단식의 경우 2009년 이후로 9개 대회에서 모두 한 번 이상 우승한 선수는 노박 조코비치가 유일하다. 복식에서는 다니엘 네스터와 브라이언 형제가 9개 대회에서 모두 한 번 이상 우승했다.

## 2009년의 변화 내용
2007년 8월 31일 ATP는 2009년부터 주요한 변화가 있을 것임을 발표하였다. 우선 마스터스 시리즈의 명칭이 "마스터스 1000"으로 바뀌었는데, 여기서 숫자 1000은 각각의 대회에서 우승시에 부여받는 랭킹 포인트에서 따온 것이다. 대회 숫자를 9개에서 8개로 줄이려던 이전의 계획이 취소되었고 이에 몬테카를로 마스터스 대회가 시리즈에 계속 남게 되었으나, 다만 탑랭킹 선수들의 의무 참가 대회에서는 제외되었다. 함부르크 마스터스는 500 포인트 대회로 한 단계 낮추어졌다. 마드리드 마스터스는 5월로 시기를 옮기면서 클레이 코트 대회로 변경되었고, 상하이에서 열리는 새로운 대회가 10월 마드리의 인도어 시즌 앞쪽에 배치되었다. 2011년부터는 1000 포인트 대회 9개 중 6개가 WTA 대회와 통합될 예정이다.

## 대회
| 대회명              | 국가     | 지역                 | 경기장                         | 시작 | 코트 종류 | 센터코트 수용인원 | 드로 | 디펜딩 챔피언 | 총상금     |
| ------------------- | -------- | -------------------- | ------------------------------ | ---- | --------- | ----------------- | ---- | ------------- | ---------- |
| 인디언웰스 마스터스 | 미국     | 인디언웰스           | 인디언웰스 테니스 가든         | 1987 | 하드      | 16,100            | 96   | 노박 조코비치 | $5,381,235 |
| 마이애미 마스터스   | 미국     | 마이애미             | 마이애미 테니스 센터           | 1987 | 하드      | 13,300            | 96   | 노박 조코비치 | $5,381,235 |
| 몬테카를로 마스터스 | 프랑스   | 로크브륀-카프-마르탱 | 몬테카를로 컨트리 클럽         | 1897 | 클레이    | 10,000            | 56   | 라파엘 나달   | €3,288,530 |
| 마드리드 마스터스   | 스페인   | 마드리드             | 마드리드 아레나                | 2002 | 클레이    | 12,500            | 56   | 노박 조코비치 | €4,185,505 |
| 로마 마스터스       | 이탈리아 | 로마                 | 포로 이탈리코                  | 1930 | 클레이    | 10,400            | 56   | 앤디 머레이   | €3,288,530 |
| 캐나다 마스터스     | 캐나다   | 몬트리올 / 토론토    | 유니프리 스타디움/렉설 센터    | 1881 | 하드      | 11,500 / 12,500   | 56   | 노박 조코비치 | $3,587,490 |
| 신시내티 마스터스   | 미국     | 신시내티             | 린드너 패밀리 테니스 센터      | 1968 | 하드      | 11,600            | 56   | 마린 칠리치   | $3,826,655 |
| 상하이 마스터스     | 중국     | 상하이               | 치종 스타디움                  | 2009 | 하드      | 15,000            | 56   | 앤디 머레이   | $4,783,320 |
| 파리 마스터스       | 프랑스   | 파리                 | 팔레 옴니스포르 드 파리-베르시 | 1968 | 하드      | 14,000            | 48   | 앤디 머레이   | €3,830,295 |

참고: 몬테카를로 마스터스는 모나코의 몬테카를로에서 열리는 것으로 홍보가 되지만, 실제 개최 장소는 모나코에 인접한 프랑스의 코뮌인 로크브륀 카프 마르탱에서 개최된다.

## ATP 포인트
| 결과   | 포인트 |
| ------ | ------ |
| 우승   | 1000   |
| 준우승 | 600    |
| 4강    | 360    |
| 8강    | 180    |
| 16강   | 90     |
| 32강   | 45     |
| 64강   | 10     |

## 참고
- 2005년에 벌어진 라파엘 나달과 기예르모 코리아의 로마 마스터 결승전은 5시간 14분으로 마스터스 대회 역사상 가장 오랜 시간 경기를 치른 기록을 세웠다. 경기 결과 당시 18세였던 나달이 승리하였다. 또한 이 대회의 2006년 결승전이었던 라파엘 나달과 로저 페더러의 경기는 5시간 5분이 걸려 마스터스 대회 역사상 두 번째로 긴 경기 기록을 세웠다.
- 역사적으로 8번째 마스터스 시리즈 대회의 장소는 매우 자주 바뀌어왔다. 최초 1990년부터 1994년까지는 스웨덴의 스톡홀름에서 열렸다가, 1995년에는 에센, 1996년부터 2001년까지는 슈투트가르트에서 개최되었으며, 2002년부터는 현재의 개최 장소인 마드리드로 옮겨왔다.

## 같이 보기
- 프로 테니스 협회 (ATP)
- (영어) ATP World Tour Finals
- (영어) ATP World Tour 500 series
- (영어) ATP World Tour 250 series
- 남자 테니스 선수 목록
- WTA 프리미어 대회